# Planbett
Die Menge der Planbetten oder systemisierter Betten  bedeutet im Krankenhauswesen die maximale Anzahl an Betten, die eine medizinische Einrichtung (Klinik, Krankenhaus, Pflegeheim etc.) betreiben darf. Planbetten werden in den Krankenhausplan des Landes aufgenommen, im Gegensatz zu Belegbetten, die zur vollständigen Versorgung der Patienten tatsächlich zur Verfügung stehen. Eine Verpflichtung, die Planbettenzahl im zugeordneten Maß komplett zu betreiben, besteht also nicht.

## Planbettenbestand
Zum Planbettenbestand gehören neben den normalen Pflegebetten unter anderem auch Intensivpflegebetten, Notfallbetten, Wachsaalbetten, nicht aber normale Säuglingsbetten, Aufwachbetten, Dialysebetten, Betten für teilstationäre Patienten und Personalbetten.

## Bedeutung
Die Planbettenzahl ist wichtig als Bemessungsgrundlage für eine Berechnung der pauschalen Fördermittel der Bundesländer. Die Anzahl der zugeordneten Planbetten wird ermittelt aus Einwohnerzahl und -struktur, Verweildauer, Einweisungshäufigkeit und Bettenauslastungsgrad.

## Entwicklung der Anzahl der Krankenhausbetten auf 100.000 Einwohner
Anzahl der Patientenbetten, die offiziell ermittelt wurde für stationäre Behandlungen in einer Versorgungseinrichtung oder einer Einrichtung, die auch stationäre Versorgung anbietet und für mindestens eine Nacht aufgenommen werden können. Stationäre Versorgung wird von Krankenhäusern, Krankenpflege- und Pflegeheimen sowie von anderen Einrichtungen geleistet, die aufgrund ihrer Hauptpflegetätigkeit zu den ambulanten Versorgungseinrichtungen gerechnet werden, aber als Nebentätigkeit auch stationäre Versorgung anbieten.
Im europäischen Vergleich verfügt Deutschland über eine sehr große Anzahl an Krankenhausbetten. Dennoch wurden von 1991 bis 1998 rund 140 Krankenhäuser geschlossen und Überkapazitäten von rund 140.000 Krankenhausbetten abgebaut.
| Jahr | Deutschland | Österreich | Schweiz | Frankreich | Italien |
| ---- | ----------- | ---------- | ------- | ---------- | ------- |
| 1993 | 968,6       | 755,9      | 750,6   | 926,6      | 667,9   |
| 1994 | 972,3       | 761,4      | 702,1   | 905,6      | 653,5   |
| 1995 | 969,8       | 755,1      | 700,8   | 890,0      | 622,1   |
| 1996 | 957,8       | 746,3      | 665,9   | 872,1      | 649,5   |
| 1997 | 938,0       | 736,6      | 663,7   | 853,1      | 582,3   |
| 1998 | 929,3       | 723,9      | 664,0   | 871,4      | 548,7   |
| 1999 | 919,4       | 808,2      | 660,8   | 820,1      | 492,7   |
| 2000 | 911,6       | 794,8      | 628,7   | 797,0      | 470,8   |
| 2001 | 901,0       | 784,8      | 603,6   | 782,7      | 461,3   |
| 2002 | 887,3       | 780,7      | 594,5   | 771,3      | 443,4   |
| 2003 | 874,4       | 773,3      | 582,4   | 754,6      | 415,9   |
| 2004 | 857,8       | 773,4      | 567,0   | 739,0      | 398,6   |
| 2005 | 846,7       | 768,7      | 553,9   | 722,5      | 399,9   |
| 2006 | 829,7       | 776,5      | 539,1   | 777,6      | 393,9   |
| 2007 | 823,9       | 766,2      | 536,0   | 706,0      | 384,5   |
| 2008 | 821,4       | 767,9      | 521,1   | 690,3      | 372,7   |
| 2009 | 823,9       | 765,9      | 510,4   | 665,9      | 362,6   |
| 2010 | 824,8       | 762,9      | 496,3   | 642,4      | 352,5   |

Quelle: Eurostat, grüner Hintergrund bedeutet ein Anstieg der Bettenzahl